# Vladimír Hrivnák
Vladimír Hrivnák (23. dubna 1945 Hnúšťa – 17. října 2014 Bratislava) byl slovenský fotbalový obránce. Po skončení aktivní kariéry působil jako trenér.

## Fotbalová kariéra
V československé lize hrál za Slovan Bratislava. Nastoupil ve 139 ligových utkáních a dal 1 gól. československý reprezentant, účastník mistrovství světa roku 1970 v Mexiku (odehrál zápas ve skupině proti Anglii). V československé reprezentaci nastoupil v letech 1969–1972 ve 13 utkáních. Se Slovanem Bratislava vyhrál Pohár vítězů pohárů v roce 1969. Mistr Československa v roce 1970, vítěz Československého poháru 1972 a vítěz Slovenského poháru 1970. V evropských pohárech nastoupil v Poháru mistrů ve 4 utkáních, v Poháru vítězů pohárů v 9 utkáních (dal 1 gól) a v Poháru UEFA nastoupil ve 3 utkáních.

## Ligová bilance
| Ročník                                   | Zápasy | Góly | Klub              |
| ---------------------------------------- | ------ | ---- | ----------------- |
| 1. československá fotbalová liga 1965/66 | 4      | 0    | Slovan Bratislava |
| 1. československá fotbalová liga 1966/67 | 7      | 0    | Slovan Bratislava |
| 1. československá fotbalová liga 1967/68 | 7      | 0    | Slovan Bratislava |
| 1. československá fotbalová liga 1968/69 | 22     | 0    | Slovan Bratislava |
| 1. československá fotbalová liga 1969/70 | 29     | 0    | Slovan Bratislava |
| 1. československá fotbalová liga 1970/71 | 27     | 0    | Slovan Bratislava |
| 1. československá fotbalová liga 1971/72 | 27     | 0    | Slovan Bratislava |
| 1. československá fotbalová liga 1972/73 | 17     | 1    | Slovan Bratislava |
| LIGA CELKEM                              | 139    | 1    |                   |

## Trenérská kariéra
- DAC Dunajská Streda 1979–1981
- ZŤS Košice 1982
- Inter Bratislava 1988
- DAC Dunajská Streda 1991–1992
- Matador Púchov 1994–1996